# Periurie

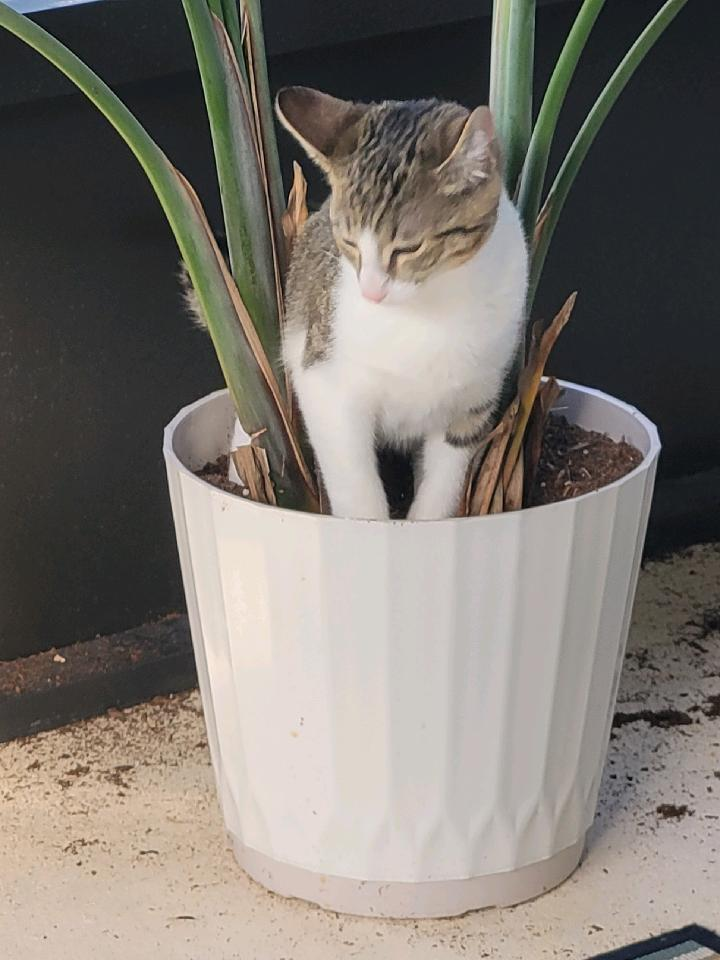
Urinabsatz in einem Blumentopf

Als Periurie (seltener auch Paraurie) bezeichnet man in der Tiermedizin den Harnabsatz außerhalb gewünschter Orte. Der Begriff wird am häufigsten für die Unreinheit von Hauskatzen verwendet, die nicht die Katzentoilette aufsuchen. Abzugrenzen ist dieser Harnabsatz vom natürlichen Markieren, also der Kennzeichnung des Reviers durch Urin. Beide Verhaltensweisen sind am ehesten anhand der Körperhaltung beim Harnabsatz zu unterscheiden. Periurie kann ein Hinweis auf Erkrankungen mit Schmerzen beim Urinieren oder vermehrtem Harnabsatz (Harnwegserkrankungen, Diabetes mellitus, Nierenerkrankung), aber auch auf eine ungünstige Position, falsche Bauweise oder unregelmäßige Reinigung der Katzentoilette sowie auf eine ungeeignete Einstreu hinweisen. Auch Alterserscheinungen wie schwere Arthrosen können dazu führen, dass Toiletten  mit einem erhöhten Einstieg nicht mehr aufgesucht werden.